# Берч-Гіллс
Графство Берч-Гіллс (англ. Birch Hills County) — муніципальний район в Канаді, у провінції Альберта.

## Населення
За даними перепису 2016 року, муніципальний район нараховував 1553 жителів, показавши скорочення на 1,8%, порівняно з 2011-м роком. Середня густина населення становила 0,5 осіб/км².
З офіційних мов обидвома одночасно володіли 135 жителів, тільки англійською — 1 390, тільки французькою — 10, а 25 — жодною з них. Усього 395 осіб вважали рідною мовою не одну з офіційних, з них 15 — українську.
Працездатне населення становило 68,7% усього населення, рівень безробіття — 4,4% (6,6% серед чоловіків та 0% серед жінок). 54,4% були найманими працівниками, 45,6% — самозайнятими.
Середній дохід на особу становив $51 745 (медіана $30 549), при цьому для чоловіків — $55 762, а для жінок $46 777 (медіани — $38 784 та $25 664 відповідно).
28,4% мешканців мали закінчену шкільну освіту, не мали закінченої шкільної освіти — 35%, 36,5% мали післяшкільну освіту, з яких 13,9% мали диплом бакалавра, або вищий.
| Статево-вікова структура населення | Статево-вікова структура населення | Статево-вікова структура населення | Статево-вікова структура населення | Статево-вікова структура населення |
| ---------------------------------- | ---------------------------------- | ---------------------------------- | ---------------------------------- | ---------------------------------- |
|                                    |                                    |                                    |                                    |                                    |
| Всього                             | Всього                             | 53,1%46,9%                         |                                    |                                    |
| 0 — 14 років                       | 0 — 14 років                       |                                    | 22,6%                              | 22,6%                              |
| 15 — 64 років                      | 15 — 64 років                      |                                    | 61,6%                              | 61,6%                              |
| 65 і більше                        | 65 і більше                        |                                    | 15,8%                              | 15,8%                              |
| 85 і більше                        | 85 і більше                        |                                    | 1%                                 | 1%                                 |
| Середній вік (років)               | Середній вік (років)               | 39,339,1                           | 39,2                               | 39,2                               |
| Медіана (років)                    | Медіана (років)                    | 41,140,5                           | 40,8                               | 40,8                               |
| — чоловіки — жінки                 |                                    |                                    |                                    |                                    |

| Походження мешканців:     | Походження мешканців:     | Походження мешканців: | Походження мешканців: | Походження мешканців: |
| ------------------------- | ------------------------- | --------------------- | --------------------- | --------------------- |
| Походження                |                           |                       | осіб                  | %                     |
| Корінні американці        | Корінні американці        |                       | 65                    | 5.44%                 |
| Інше північноамериканське | Інше північноамериканське |                       | 460                   | 38.49%                |
| Європейське               | Європейське               |                       | 935                   | 78.24%                |
| британське                | британське                |                       | 505                   | 42.26%                |
| французьке                | французьке                |                       | 255                   | 21.34%                |
| українське                | українське                |                       | 150                   | 12.55%                |
| Карибське                 | Карибське                 |                       | 10                    | 0.84%                 |
| Азійське                  | Азійське                  |                       | 15                    | 1.26%                 |

| Зайнятість населення за галузями (за класифікацією NOC): | Зайнятість населення за галузями (за класифікацією NOC): | Зайнятість населення за галузями (за класифікацією NOC): | Зайнятість населення за галузями (за класифікацією NOC): | Зайнятість населення за галузями (за класифікацією NOC): |
| -------------------------------------------------------- | -------------------------------------------------------- | -------------------------------------------------------- | -------------------------------------------------------- | -------------------------------------------------------- |
|                                                          |                                                          |                                                          |                                                          |                                                          |
| Управління                                               | Управління                                               |                                                          | 30,9%                                                    | 30,9%                                                    |
| Бізнес, фінанси та адміністрування                       | Бізнес, фінанси та адміністрування                       |                                                          | 5,1%                                                     | 5,1%                                                     |
| Природничі та прикладні науки                            | Природничі та прикладні науки                            |                                                          | 1,5%                                                     | 1,5%                                                     |
| Охорона здоров'я                                         | Охорона здоров'я                                         |                                                          | 1,5%                                                     | 1,5%                                                     |
| Освіта, правозахист, муніципальні та урядові служби      | Освіта, правозахист, муніципальні та урядові служби      |                                                          | 6,6%                                                     | 6,6%                                                     |
| Роздрібна торгівля та послуги                            | Роздрібна торгівля та послуги                            |                                                          | 16,2%                                                    | 16,2%                                                    |
| Гуртова торгівля, транспорт та обладнання                | Гуртова торгівля, транспорт та обладнання                |                                                          | 21,3%                                                    | 21,3%                                                    |
| Природні ресурси, сільське господарство                  | Природні ресурси, сільське господарство                  |                                                          | 14,7%                                                    | 14,7%                                                    |
| Виробництво                                              | Виробництво                                              |                                                          | 2,2%                                                     | 2,2%                                                     |

## Населені пункти
До складу муніципального району входять лише хутори, інші малі населені пункти та розосереджені поселення.

## Клімат
Середня річна температура становить 2,1°C, середня максимальна – 20,7°C, а середня мінімальна – -20,2°C. Середня річна кількість опадів – 469 мм.
| Клімат поселення                              | Клімат поселення | Клімат поселення | Клімат поселення | Клімат поселення | Клімат поселення | Клімат поселення | Клімат поселення | Клімат поселення | Клімат поселення | Клімат поселення | Клімат поселення | Клімат поселення | Клімат поселення |
| Показник                                      | Січ.             | Лют.             | Бер.             | Квіт.            | Трав.            | Черв.            | Лип.             | Серп.            | Вер.             | Жовт.            | Лист.            | Груд.            |                  |
| Середній максимум, °C                         | −7,23            | −4,42            | 1,45             | 10,28            | 16,59            | 20,58            | 20,71            | 19,79            | 15,03            | 8,97             | −1,96            | −6,86            |                  |
| Середня температура, °C                       | −13,71           | −10,9            | −5,04            | 3,79             | 10,10            | 14,08            | 15,89            | 14,96            | 10,19            | 4,15             | −6,78            | −11,69           |                  |
| Середній мінімум, °C                          | −20,21           | −17,39           | −11,54           | −2,7             | 3,60             | 7,59             | 11,07            | 10,14            | 5,38             | −0,68            | −11,6            | −16,51           |                  |
| Норма опадів, мм                              | 32               | 22               | 20               | 20               | 41               | 76               | 71               | 63               | 39               | 29               | 31               | 25               |                  |
| Середньомісячна швидкість вітру, м/с          | 3.60             | 3.60             | 3.60             | 3.90             | 3.90             | 3.60             | 3.20             | 3.20             | 3.50             | 3.99             | 3.60             | 3.80             |                  |
| Середньомісячна сонячна радіація, кДж/м²·день | 2592             | 5853             | 11213            | 16821            | 20025            | 21760            | 21465            | 17518            | 11447            | 6247             | 2927             | 1809             |                  |
| --------------------------------------------- | ---------------- | ---------------- | ---------------- | ---------------- | ---------------- | ---------------- | ---------------- | ---------------- | ---------------- | ---------------- | ---------------- | ---------------- | ---------------- |
| Джерело:                                      |                  |                  |                  |                  |                  |                  |                  |                  |                  |                  |                  |                  |                  |